# Lisa Polster
Lisa Polster (* 1996 in Korneuburg) ist eine österreichische Regisseurin und Autorin. Ihre Dokumentation Bürglkopf bekam den Großen Diagonale-Preis des Landes Steiermark als Bester Dokumentarfilm.

## Filmografie
- 2025: Bürglkopf (Dokumentarfilm)
- 2024: Oh Katharina (Spielfilm kurz)

## Auszeichnungen
- 2025 Großer Preis der Diagonale für Bürglkopf[3]